# Martin Lapeš
Martin Lapeš (* 29. září 1975 Třebíč) je bývalý český fotbalový obránce. Na vrcholové úrovni se věnoval též futsalu.

## Hráčská kariéra
Byl v brněnském širším kádru v sezoně 1995/96, v nejvyšší soutěži však nenastoupil. V letech 1999–2006 hrál 4. nejvyšší soutěž v Rakousku za UFC St. Peter/Au.

### Evropské poháry
V sobotu 15. července 1995 nastoupil za Boby Brno v utkání Poháru Intertoto na hřišti rumunského klubu Ceahlăul Piatra Neamț (prohra 0:2).

## Ligová bilance
| Ročník                  | Zápasy | Góly | Minuty | Klub             |
| ----------------------- | ------ | ---- | ------ | ---------------- |
| MSFL 1995/96            | –      | 2    | –      | FC Boby Brno „B“ |
| MSFL 1998/99            | –      | 2    | –      | FC Dolní Kounice |
| CELKEM III. LIGA – MSFL | –      | 4    | –      |                  |

## Futsal
Na vrcholové úrovni se věnoval též futsalu. Ve druhé nejvyšší soutěži nastupoval za kluby Helas Brno a Templář Ivančice, během dvou ročníků zasáhl do 3 zápasů, v nichž vstřelil jednu branku a měl jednu gólovou přihrávku.